# بوبي كيمب
بوبي كيمب (بالإنجليزية: Bobby Kemp)‏ هو لاعب كرة قدم أمريكية أمريكي، ولد في 29 مايو 1959 في أوكلاند في الولايات المتحدة، وتوفي في 7 فبراير 1998 في شمال هوليوود ‏ في الولايات المتحدة.

## وصلات خارجية
- بوبي كيمب على موقع مرجع كرة القدم المحترفة.كوم (الإنجليزية)
- بوبي كيمب على موقع كلية كرة القدم في سبورتس رفرنس.كوم (الإنجليزية)